# Dreiband-Weltmeisterschaft 1963

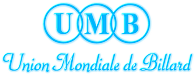
Logo UMB (ausrichtender Verband)

Veranstaltungsort: Neuss

Die Dreiband-Weltmeisterschaft 1963 war das 18. Turnier in dieser Disziplin des Karambolagebillards und fand vom 2. bis 6. Oktober 1963 in Neuss statt. Es war nach 1937 die zweite Dreiband-Weltmeisterschaft in Deutschland.

## Geschichte
Raymond Ceulemans stellte bei seinem ersten Dreiband WM-Titel gleich zwei neue Weltrekorde auf. Er verbesserte den alten Rekord im Generaldurchschnitt (GD) von seinem Lehrmeister René Vingerhoedt von 1,089 auf 1,307 und den besten Einzeldurchschnitt (BED), gehalten von René Vingerhoedt und August Tiedtke, von 1,612 auf 2,068. Den neuen Weltrekord im BED erzielte er gegen den Titelverteidiger Adolfo Suárez. Er gewann mit 60:20 in 29 Aufnahmen.

## Modus
Gespielt wurde in zwei Vorrundengruppen „Jeder gegen Jeden“ bis 60 Punkte. Die Gruppen bestanden aus je 5 Spielern. Die beiden Gruppenletzten schieden aus, spielten aber noch den Platz neun aus.

## Vorrunde
| MP    | Match Points (Sieger = 2; Unentschieden = 1; Verlierer = 0) |
| Pkte. | Erzielte Karambolagen                                       |
| Aufn. | Benötigte Versuche                                          |
| GD    | Generaldurchschnitt                                         |
| BED   | Bester Einzeldurchschnitt eines Spielers                    |
| HS    | Höchstserie                                                 |
|       | Bester GD des Turniers                                      |
|       | Bester ED des Turniers                                      |
|       | Beste HS des Turniers                                       |
|       | 1. Platz (Gold)                                             |
|       | 2. Platz (Silber)                                           |
|       | 3. Platz (Bronze)                                           |

| Abschlusstabelle Gruppe A  | Abschlusstabelle Gruppe A | Abschlusstabelle Gruppe A | Abschlusstabelle Gruppe A | Abschlusstabelle Gruppe A | Abschlusstabelle Gruppe A | Abschlusstabelle Gruppe A | Abschlusstabelle Gruppe A |
| Platz                      | Name                      | MP                        | Pkte.                     | Aufn.                     | GD                        | BED                       | HS                        |
| -------------------------- | ------------------------- | ------------------------- | ------------------------- | ------------------------- | ------------------------- | ------------------------- | ------------------------- |
| 1                          | Enrique Navarra           | 6:2                       | 220                       | 276                       | 0,797                     | 1,000                     | 9                         |
| 2                          | Herman Popeijus           | 5:3                       | 231                       | 257                       | 0,898                     | 0,983                     | 6                         |
| 3                          | Adolfo Suárez             | 5:3                       | 231                       | 261                       | 0,885                     | 1,071                     | 8                         |
| 4                          | Ernst Rudolph             | 2:6                       | 207                       | 283                       | 0,731                     | 0,857                     | 8                         |
| 5                          | Jacques Blanc             | 2:6                       | 197                       | 285                       | 0,691                     | 0,674                     | 7                         |
| Gruppendurchschnitt: 0,797 |                           |                           |                           |                           |                           |                           |                           |

| Abschlusstabelle Gruppe B  | Abschlusstabelle Gruppe B | Abschlusstabelle Gruppe B | Abschlusstabelle Gruppe B | Abschlusstabelle Gruppe B | Abschlusstabelle Gruppe B | Abschlusstabelle Gruppe B | Abschlusstabelle Gruppe B |
| Platz                      | Name                      | MP                        | Pkte.                     | Aufn.                     | GD                        | BED                       | HS                        |
| -------------------------- | ------------------------- | ------------------------- | ------------------------- | ------------------------- | ------------------------- | ------------------------- | ------------------------- |
| 1                          | Raymond Ceulemans         | 8:0                       | 240                       | 175                       | 1,371                     | 1,578                     | 9                         |
| 2                          | Johann Scherz             | 6:2                       | 215                       | 174                       | 1,235                     | 1,538                     | 8                         |
| 3                          | Hans Ritschel             | 2:6                       | 182                       | 216                       | 0,842                     | 0,882                     | 6                         |
| 4                          | Albert Lasserre           | 2:6                       | 193                       | 232                       | 0,831                     | 0,689                     | 7                         |
| 5                          | Alfonso Gonzales          | 2:6                       | 172                       | 233                       | 0,738                     | 1,176                     | 7                         |
| Gruppendurchschnitt: 0,972 |                           |                           |                           |                           |                           |                           |                           |

## Finalrunde
| Abschlusstabelle           | Abschlusstabelle  | Abschlusstabelle | Abschlusstabelle | Abschlusstabelle | Abschlusstabelle | Abschlusstabelle | Abschlusstabelle |
| Platz                      | Name              | MP               | Pkte.            | Aufn.            | GD               | BED              | HS               |
| -------------------------- | ----------------- | ---------------- | ---------------- | ---------------- | ---------------- | ---------------- | ---------------- |
| 1                          | Raymond Ceulemans | 16:0             | 480              | 367              | 1,307            | 2,068            | 10               |
| 2                          | Johann Scherz     | 12:4             | 443              | 411              | 1,077            | 1,538            | 9                |
| 3                          | Enrique Navarra   | 12:4             | 451              | 552              | 0,817            | 1,000            | 9                |
| 4                          | Adolfo Suárez     | 9:5              | 419              | 485              | 0,863            | 1,071            | 8                |
| 5                          | Alfred Lasserre   | 6:8              | 398              | 498              | 0,799            | 1,000            | 7                |
| 6                          | Herman Popeijus   | 5:9              | 436              | 509              | 0,856            | 0,983            | 6                |
| 7                          | Ernst Rudolph     | 4:10             | 385              | 485              | 0,793            | 1,153            | 10               |
| 8                          | Hans Ritschel     | 4:10             | 364              | 475              | 0,766            | 0,952            | 10               |
| 9                          | Jacques Blanc     | 4:6              | 257              | 384              | 0,669            | 0,674            | 7                |
| 10                         | Alfonso Gonzales  | 2:8              | 229              | 332              | 0,689            | 1,176            | 7                |
| Turnierdurchschnitt: 0,858 |                   |                  |                  |                  |                  |                  |                  |